# Francisco Caballero y Rozas
Francisco Caballero y Rozas (Madrid, 2 de agosto de 1822-Ibidem, 4 de enero de 1907) fue un noble y político español.

## Biografía
Nacido el 2 de agosto de 1822 en Madrid, fue elegido diputado por el distrito electoral de Ávila entre en las elecciones de 1863, 
alcalde de Madrid entre 1867-68 y 1877-81,
senador por Ávila en 1876-77, por León en 1877 y vitalicio en 1878 y 
decano del tribunal de órdenes militares en 1890.
Condecorado con la gran cruz de la Orden de Carlos III y con la gran cruz de la Orden de Isabel la Católica, fue caballero de la Orden de Santiago desde 1854, de la que fue nombrado trece en 1906, aunque no llegó a tomar posesión de este cargo por fallecer poco después. Fue marqués consorte de Villar por su matrimonio con Malvina de Saavedra y Cueto, marquesa titular, de quien quedó viudo en 1862; en 1876 el rey Alfonso XII le otorgó el marquesado de Torneros, de nueva creación.
Falleció el 4 de enero de 1907 en su ciudad natal.